# Lars-Erik Lundberg (skådespelare)
Lars-Erik Johan Lundberg född 15 oktober 1940 i Solna församling, är en svensk barnskådespelare.

## Filmografi
- 1953 – Mästerdetektiven och Rasmus
- 1954 – Storm över Tjurö
- 1954 – Salka Valka